# وزارة المالية (نيبال)
وزارة المالية (بالنيبالية: अर्थ मन्त्रालय) هي وزارة ضمن حكومة النيبال والمكلفة بمسؤوليات الحفاظ على الاستقرار الاقتصادي الجزئي والكلي في البلاد.
يشغل منصب وزير المالية حاليًا برسامان بون منذ 6 مارس 2024.

## الهيكل والأقسام
تتكون وزارة المالية من الإدارات الخمس التالية:
1. مكتب المراقب المالي العام (الموقع الإلكتروني)
2. مكتب إدارة الدين العام (الموقع الإلكتروني)
3. دائرة الجمارك (الموقع الإلكتروني)
4. دائرة الإيرادات الداخلية (الموقع الإلكتروني)
5. مركز التدريب على إدارة المالية العامة (الموقع الإلكتروني)

## روابط خارجية
- الموقع الرسمي